# María querida
María querida és una pel·lícula espanyola dirigida i escrita (en companyia de Rafael Azcona) per José Luis García Sánchez, i protagonitzada per Pilar Bardem, el 2004.

## Trama
Lola (María Botto), una jove periodista, acudeix a cobrir la concessió del Premi Cervantes a l'escriptora María Zambrano (Pilar Bardem). Inicialment no té molt interès, però aviat queda captivada davant la personalitat d'aquesta intel·lectual de la República, que va haver de prendre el camí de l'exili després de la guerra civil. Fins al punt de prendre la decisió de fer un documental sobre ella.

## Repartiment (principal)
- Pilar Bardem com María Zambrano.
- María Botto com Lola.
- Álex O'Dogherty com Pepe.
- María Galiana com Carmen.
- Juan Diego com Luis.
- Jordi Dauder fa una aparició com el Locutor de TV, i ofereix la seva veu al documental realitzat per Lola (María Botto).

## Premis
Goya 2004
| Categoria     | Persona      | Resultat |
| ------------- | ------------ | -------- |
| Millor actriu | Pilar Bardem | Nominada |

Medalles del Cercle d'Escriptors Cinematogràfics
- 2004: Candidata al Premi de Millor actriu (Pilar Bardem).
- 2004: Candidata al Premi de Millor actriu de repartiment (María Botto).

Fotogramas de Plata
- 2004: Candidata al Premi de Millor actriu de cinema (Pilar Bardem).[5]

Seminci 2004Premi a la millor actriu